# Vanessa vulcania
Vanessa vulcania là một loài bướm ngày thuộc họ Nymphalidae. Nó là loài đặc hữu của the Canary islands, (ngoại trừ Lanzarote) và Madeira. Trước đây, nó đã được xem là một phụ loài của Vanessa indica, but has been raised to species level after research by Leestman năm 1992.

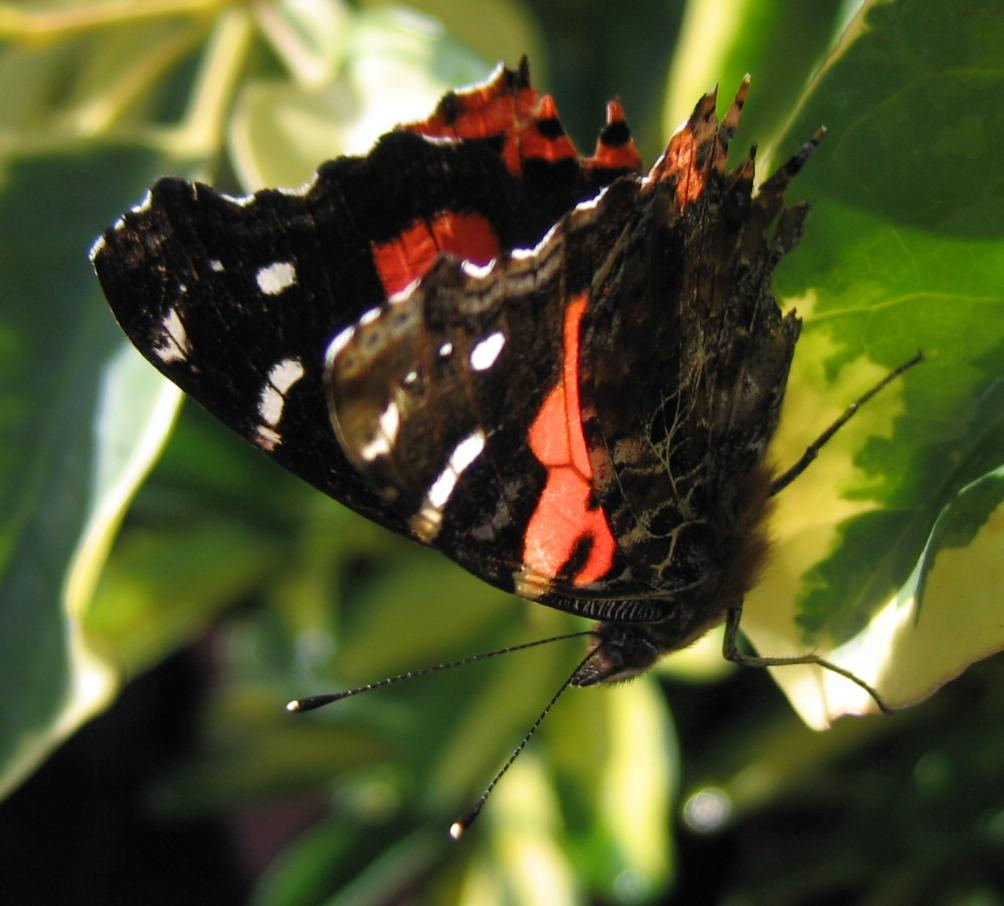

Sải cánh dài 54–60 mm. Con trưởng thành bay quanh năm.
Ấu trùng ăn Urtica morifolia và Urtica urens.